# Эссойла (станция)
Э́ссойла (карел. Dessoilu) — железнодорожная станция на 466,9 км перегона Иматозеро — Сяньга линии Суоярви — Томицы — Петрозаводск. Территориально расположена на юге посёлка Эссойла Пряжинского национального района Республики Карелия. Открыта в 1940 году. В бывшем пассажирском здании находится дежурный по станции, а также располагается пост ЭЦ, обеспечивающий  полуавтоблокировку на линии. Зал ожидания закрыт. Билетная касса отсутствует. Билеты приобретаются в штабном вагоне у начальника поезда. На станции останавливаются все проходящие пассажирские поезда. Со 2 декабря 2019 года по станции планируют пустить новый пассажирский поезд Москва — Петрозаводск, который будет следовать через Тверь, Санкт-Петербург, Выборг, Сортавалу, Суоярви.
В середине 2010-х годов на станции был установлен новый пассажирский павильон, а также информационные таблички с названием станции.

## Эссойла (старая станция)
Изначально станция Эссойла была построена двумя с половиной километрами западнее современной станции Эссойла, на заболоченной местности, южнее уже тогда существующего одноимённого села. 61°50′52″ с. ш. 33°10′08″ в. д.. Приблизительно двумя годами позднее, для удобства эксплуатации,  финны построили новую станцию, которая и существует по сей день.

## История
Строительство линии Суоярви — Петрозаводск протяженностью почти в 130 километров было начато в марте 1939 года в связи с началом Зимней войны. Участок был построен советскими строителями всего за 3,5 месяца, и уже в марте 1940 года на линии было открыто движение. С 1941 по 1944 Финляндия по новой захватила Олонецкий перешеек, в результате чего все станции и остановочные пункты линии получили финские наименования.

## Фотографии современной станции
- Вид в сторону Сяньги.
- Пассажирский павильон.
- Здание станции.

## Фотографии бывшей станции
- Вид в сторону Иматозера.
- Вид в сторону Эссойлы.
- Место бывшей станции.